# Swiss Indoors Basel 2014
Lo Swiss Indoors Basel 2014 è stato un torneo di tennis giocato su campi in cemento al coperto. È stata la 45ª edizione dell'evento conosciuto come Swiss Indoors Open o Davidoff Swiss Indoors, appartenente alla serie ATP World Tour 500 series nell'ambito dell'ATP World Tour 2014. Gli incontri si sono giocati a Basilea, in Svizzera, dal 20 al 26 ottobre 2014.

## Partecipanti

### Teste di serie
| Nazionalità | Giocatore       | Ranking* | Testa di serie |
| ----------- | --------------- | -------- | -------------- |
| Svizzera    | Roger Federer   | 2        | 1              |
| Spagna      | Rafael Nadal    | 3        | 2              |
| Svizzera    | Stan Wawrinka   | 4        | 3              |
| Canada      | Milos Raonic    | 9        | 4              |
| Bulgaria    | Grigor Dimitrov | 11       | 5              |
| Lettonia    | Ernests Gulbis  | 13       | 6              |
| Belgio      | David Goffin    | 28       | 7              |
| Croazia     | Ivo Karlović    | 31       | 8              |

* Ranking al 20 ottobre 2014.

### Altri partecipanti
I seguenti giocatori hanno ricevuto una wild card per il tabellone principale:
- Marco Chiudinelli
- Borna Ćorić
- Alexander Zverev

I seguenti giocatori sono passati dalle qualificazioni:

- Simone Bolelli
- Kenny De Schepper
- Gastão Elias
- Paul-Henri Mathieu

## Campioni

### Singolare
Roger Federer ha sconfitto in finale  David Goffin per 6-2, 6-2.
- Per Federer si tratta dell'ottantaduesimo titolo in carriera, il quinto del 2014 e il sesto in totale a Basilea.

### Doppio
Vasek Pospisil /  Nenad Zimonjić hanno sconfitto in finale  Marin Draganja /  Henri Kontinen per 7–6(13), 1-6, [10-5].